# Codex Zouche-Nuttall

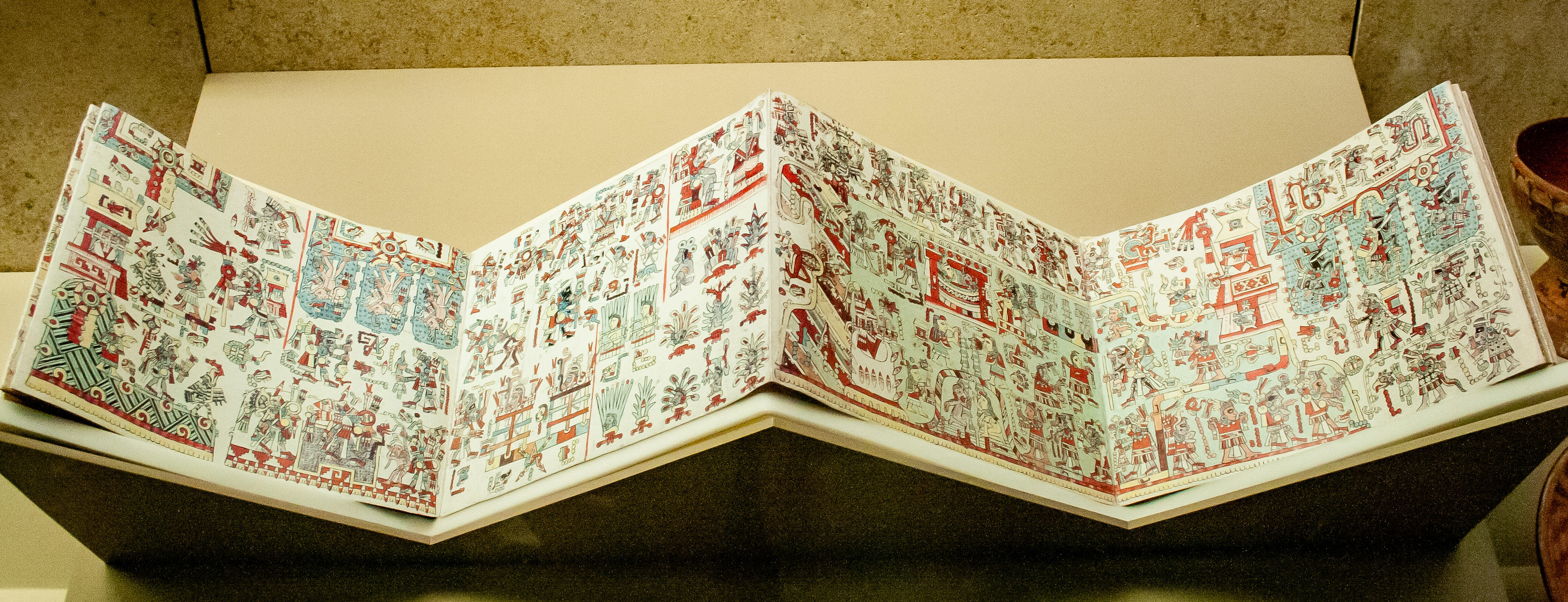
De Codex Zouche-Nuttall

De Codex Zouche-Nuttall is een in accordeonstijl gevouwen precolumbiaanse codex, geschreven in Mixteekse hiërogliefen. Het is een van de drie codices waarin wordt verteld over de genealogie, allianties met andere volken en veroveringen van verscheidene 11e- en 12e-eeuwse vorsten van een kleine Mixteekse stadstaat in de Oaxacaanse hooglanden, het koninkrijk Tilantongo. Er wordt in het bijzonder gesproken van de krijger 8-Hert Jaguarklauw, welke overleed op 52-jarige leeftijd in het begin van de 12e eeuw.

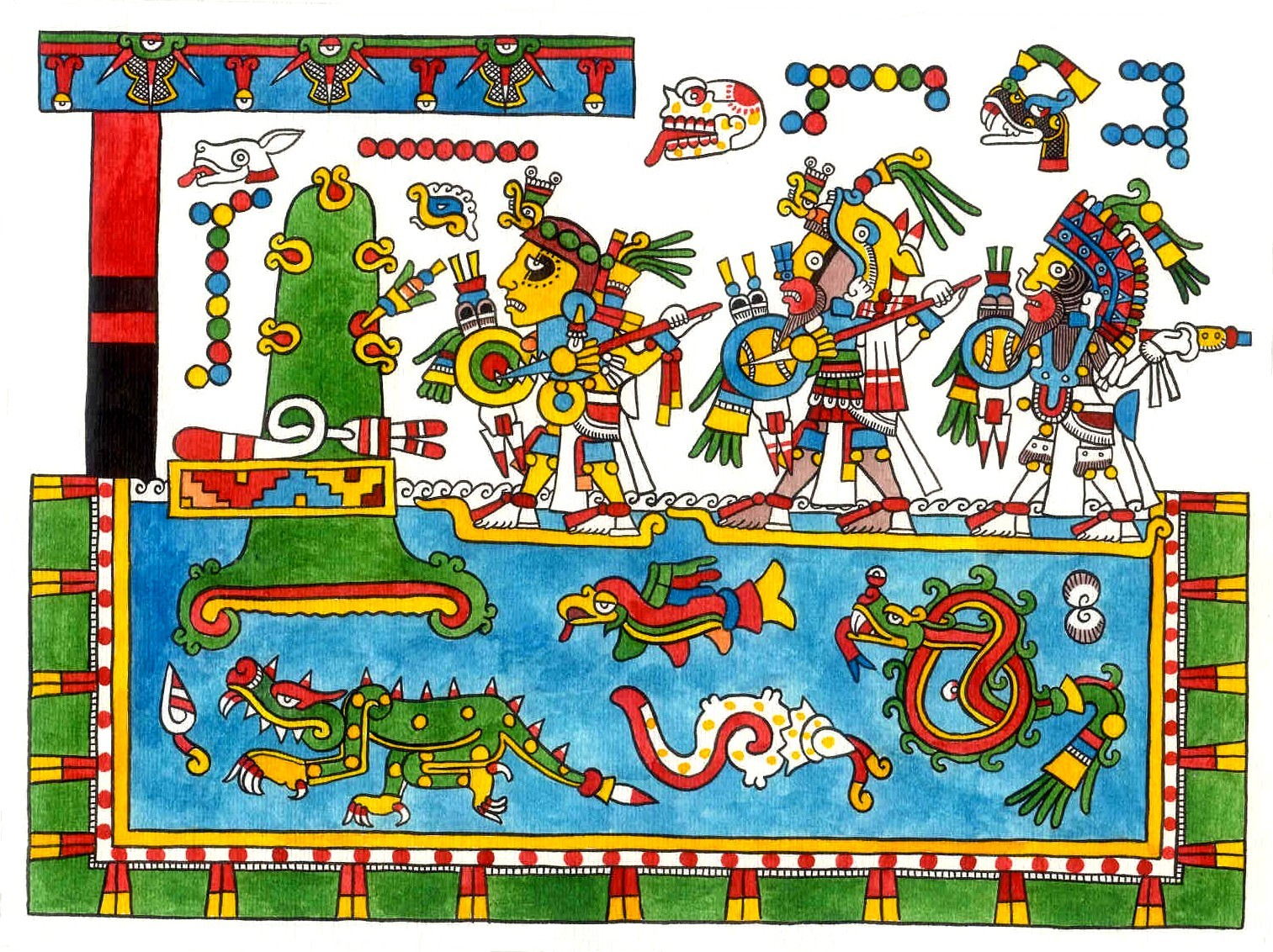
Codex Nuttall (Lacambalam 2000)

## Geschiedenis
De Codex Zouche-Nuttall is gemaakt in de 14e eeuw. Hij is waarschijnlijk in de 16e eeuw in Spanje terechtgekomen. De codex werd herkend in het klooster van San Marco (Florence) in 1854 en werd verkocht in 1859. Er werd in 1902 door Zelia Nuttall een reproductie gemaakt toen het zich in de collectie van Lord Zouche of Haryngworth bevond, door het Peabody Museum of Archaeology and Ethnology in Harvard, met een inleiding van Zelia Nuttall (1857–1933). Het British Museum verkreeg het in 1917 en daar bevindt het zich nu nog steeds.